# The Christmas Spirit
The Christmas Spirit är ett julalbum av countrysångaren Johnny Cash, släppt på skivbolaget Columbia Records i november 1963. Det innehåller fyra julsånger skrivna av Johnny Cash och åtta sånger skrivna av andra, till exempel "Blue Christmas", "Silent Night" och "Little Drummer Boy".

## Låtlista
1. "The Christmas Spirit" (Johnny Cash) - 5:03
2. "I Heard the Bells on Christmas Day" (Henry Wadsworth Longfellow/John B. Calkin) - 2:32
3. "Blue Christmas" (Bill Hayes/Jay Johnston) - 2:25
4. "The Gifts They Gave" (Johnny Cash) - 3:34
5. "Here Was a Man" (Johnny Bond/Tex Ritter) - 2:44
6. "Christmas as I Knew It" (June Carter/Jan Howard) - 3:41
7. "Silent Night" (Franz Gruber/Josef Mohr) - 3:30
8. "The Little Drummer Boy" (Katherine Davis/Henri Onerati/Harry Simeone) - 2:36
9. "Ringing the Bells for Jim" - 2:47
10. "We Are the Shepherds" (Johnny Cash) - 3:13
11. "Who Kept the Sheep" (June Carter/Jan Howard) - 1:58
12. "Ballad of the Harp Weaver" (Vincent Millay) - 4:22

- (Sångernas författare inom parentes)

## Medverkande musiker
- Johnny Cash - sång
- Luther Perkins, Grady Martin, Jack Clement - gitarr
- Marshall Grant - bas
- W.S. Holland - trummor
- Hargus Pig Robbins, Bill Pursell - orgel/piano
- Maybelle Carter - autoharpa
- Anita Kerr - orgel
- Bob Johnson - flöjt